# ایواساکی ۷۱۲۲
سیارک ۷۱۲۲ (به انگلیسی: 7122 Iwasaki، نامگذاری:1989EN2) هفت هزار و صد و بیست و دومین سیارک کشف شده‌است که در ۱۲ مارس ۱۹۸۹ کشف شد.
قدر مطلق سیارک برابر ۱۴٫۳۰ است.